# 中國國民黨黨史館
中國國民黨黨史館，全稱「中國國民黨中央委員會文化傳播委員會黨史館」，隸屬中國國民黨中央文化傳播委員會，為中國國民黨黨史、史料收集整理和出版的官方機構。負責史料典藏、徵集、整理、展覽、閱覽服務及學術交流工作，目前所管資料逾300萬件以上。
單位於1930年在中華民國南京市成立，當時為「中國國民黨黨史編纂委員會」，文獻放置處為中央党史史料陈列馆（今中国第二历史档案馆）。
現址為八德大樓中國國民黨中央委員會。

## 沿革

### 大陸時期
1929年，中國國民黨第三屆中央執行委員會第六十次常務委員會議，提出「黨史編纂委員會組織方案」，推舉葉楚傖、邵元沖、陳果夫、胡漢民、戴傳賢五委員審查。1930年1月6日，五委員向第六十二次常務委員會議提出「黨史編纂委員組織方案」審查報告，常會即據以決議通過，並推定自行擬訂後提會討論。並推定蔣中正、吳敬恆、王寵惠、胡漢民、鄧澤如、古應芬、戴傳賢、邵元沖、葉楚傖、林森、張繼十一人為黨史史料編纂委員；旋經委員會議互推胡、林、戴、葉、邵五人為常務委員，處理實際會務。之後，中央執行委員會第七十三次常務委員會議，核定中央黨史史料編纂委員會組織大綱及組織系統圖，並決定聘請陳少白、蕭佛成、張靜江為黨史史料編纂委員會名譽委員。1930年5月1日，宣佈正式成立「中国国民党中央执行委员会党史史料编纂委员会」，設專任編纂三十五人、專任採訪二十二人、名譽編纂及採訪若干人，均由實際參加辛亥革命之元老擔任。行政組織則設編輯、徵集、總務三科、史料檔案庫及史料陳列室。同時於國民政府內及全國各重要地區設置史料採錄處。
1934年3月15日，中國國民黨第四屆中央執行委員會第109次常務委員會議決議成立黨史史料陳列館建築委員會，推定蔣中正、林森等九人為委員，並決定撥出建築費法幣三十萬元，建館於南京中山東路預定的中央黨部基地內。次年，改常務委員制為主任委員制，國民黨五屆一中全會通過以邵元沖為主任委員，羅家倫、梅公任為副主任委員；同時擴大編制及員額，編纂改稱纂修，仍擴增其員額，聘請元老同志參與黨史編纂及考訂工作；行政組織則設主任秘書，將原設三科改為編輯、徵集、檔案、總務四處，下分九科。1936年12月15日，邵元沖在西安事變中重傷逝世。1936年12月29日，臨時會議通過推張繼繼任主任委員。
中國抗日戰爭爆發后，編委會護送史料輾轉南京、蕪湖、九江、漢口、長沙、四川和重慶，最終到四川藏巴縣亞光寺附近的吳家大洞，稱「山洞輯園」。1940年，楊庶堪為本會副主任委員。次年，徐忍茹亦擔任副主任委員。1947年，張繼去世，徐忍茹繼任。隨著第二次國共內戰爆發，編委會隨中央黨部一同撤臺。

### 臺灣時期
1950年1月，編委會搬至南投縣草屯鎮，取名「荔園」，集中保存。同年，中國國民黨中央改造委員會通過以羅家倫為編委會主任委員。1952年，中國國民黨第七屆中央委員會常務委員會通過總裁交議案，以吳敬恒、于右任、丁惟汾、鈕永建、王寵惠、鄒魯、李文範、張群、張其昀、王世杰、羅家倫、吳鐵城、張厲生、狄膺、洪蘭友等十五人為編委會委員，並以羅家倫為主任委員，狄膺、洪蘭友為副主任委員。
1960年，編委會在荔園興建史庫。1968年11月27日，黃季陸為編委會主任委員，杜元載為副主任委員。1971年5月，黃季陸專任國史館館長，杜元載接任編委會主任委員，許朗軒為編委會副主任委員。1972年，編委會改為「中國國民黨中央委員會黨史委員會」，下分六室，各掌秘書、編輯、徵集、典藏、發行、展覽等各項工作。
1975年，杜元載逝世，蕭繼宗繼任中央黨史委員會主任委員。1976年，秦孝儀為中央黨史委員會主任委員，原任主任委員蕭繼宗調任副秘書長。1979年，部份史料分批遷往陽明書屋，同年陳敬之、李雲漢任中央黨史會副主任委員。1982年，副主任委員陳敬之退休，林徵祁到職。1985年，副主任委員陳鵬仁到任。1991年，秦孝儀屆齡榮退，已於三月間奉中國國民黨主席李登輝核可依例自退，其職務由副主任委員李雲漢接任。
2000年3月，中央黨史委員會與中央文化工作會合併為文化傳播委員會，更名為「中國國民黨中央委員會文化傳播委員會黨史館」（簡稱國民黨黨史館）。2006年，中央黨部大樓售予張榮發基金會，但黨史資料仍暫放張榮發基金會大樓六樓，直到2012年才搬遷至今中國國民黨中央黨部八德大樓。

## 歷任首長

### 中央黨史編纂委員會/黨史委員會主任委員
| 姓名   | 图像 | 在任时间                       | 职务名称 黨史史料編纂委員會/黨史委員會時期 |
| ------ | ---- | ------------------------------ | ------------------------------------------ |
| 邵元沖 |      | 1935年10月19日－1936年12月15日 |                                            |
| 張繼   |      | 1936年12月29日 - 1947年        |                                            |
| 徐忍茹 |      | 1947年 - 1950年                |                                            |
| 羅家倫 |      | 1950年 - 1968年                |                                            |
| 黃季陸 |      | 1968年11月27日 - 1971年5月20日 |                                            |
| 杜元載 |      | 1971年5月 - 1975年             |                                            |
| 蕭繼宗 |      | 1975年 - 1976年                |                                            |
| 秦孝儀 |      | 1976年 - 1991年                |                                            |
| 李雲漢 |      | 1991年 - 1995年                |                                            |
| 陈鹏仁 |      | 1995年 - 1999年                |                                            |

### 中央文化傳播委員會黨史館主任
| 姓名   | 图像 | 在任时间               | 职务名称 |
| ------ | ---- | ---------------------- | -------- |
| 邵铭煌 |      | - 2012年               |          |
| 王文隆 |      | 2012年11月1日 - 2018年 |          |
| 唐德眀 |      | 2018年 - 2021年10月    |          |
| 林家興 |      | 2021年10月 - 2024年2月 |          |

## 外部連結
- 中國國民黨文化傳播委員會黨史館:館藏目錄檢索系統（页面存档备份，存于）